# Мілевко (Мазовецьке воєводство)
Мілевко (пол. Milewko) — село в Польщі, у гміні Завідз Серпецького повіту Мазовецького воєводства.
Населення — 100 осіб (2011).
У 1975-1998 роках село належало до Плоцького воєводства.

## Демографія
Демографічна структура станом на 31 березня 2011 року:
|          | Загалом | Допрацездатний вік | Працездатний вік | Постпрацездатний вік |
| -------- | ------- | ------------------ | ---------------- | -------------------- |
| Чоловіки | 57      | 16                 | 33               | 8                    |
| Жінки    | 43      | 8                  | 25               | 10                   |
| Разом    | 100     | 24                 | 58               | 18                   |